# Кистен, Людовик
Людови́к Кисте́н (фр. Ludovic Quistin; 24 мая 1984, Лез-Абим, Гваделупа — 28 мая 2012, Булики, Гранд-Тер, Гваделупа) — гваделупский футболист. Выступал за сборную Гваделупы на кубке КОНКАКАФ 2007.

## Клубная карьера
До прихода в 2003 году в «Каршолтон Атлетик» Людовик выступал за различные клубы южной части Англии («Грейвсенд и Нортфлит», «Виндзор и Итон»). В августе 2004 года он присоединился к «Биллерики Таун», однако уже спустя месяц покинул команду. В январе 2005 подписал контракт с «Кингс-Линн».
Кистен доиграл сезон 2004/05 в «Кингс-Линн», несмотря на то, что в апреле 2005 года он был на просмотре в «Уиком Уондерерс», выступавшем во Второй лиге. В сентябре 2005 Людовик присоединился к клубу «Хавант энд Уотерлувилл». Выйдя на замену в трёх матчах, Кистен был отдан в аренду в клуб Истмийской лиги « Тутинг и Митчем Юнайтед». В августе 2006 Людовик был отчислен из «Хаванта». В конце августа он ездил на просмотр в «Кембридж Сити», однако контракт с ним заключён не был.
За «Дорчестер Таун» Кистен провёл 3 матча, после чего был на просмотре в «Лутон Тауне», «Лейтон Ориенте» и «Брентфорде». В марте 2007 присоединился к «Тамуорту», за который провёл 12 матчей. В конце сезона покинул команду.
В конце июля 2007 года Кистен подписал контракт с клубом «Бостон Юнайтед». провёл за команду 5 игр, в сентябре 2007 года перешёл в «Суиндон Супермарин». В ноябре 2007,после 9 игр за «Суиндон Супермарин» присоединился к «Халесовен Таун», за который играл до мая 2008 года.
В июле 2008 подписал однолетнее соглашение с «Хенсфорд Таун». Уже в сентябре покинул клуб, отправив главному тренеру сообщение, о том, что он недоволен предоставляемым игровым временем.
В конце сентября присоединился к «Уэстон-сьюпер-Мэр», в декабре 2008 года покинул клуб и перешёл в «Фишер Атлетик».
В феврале 2009 провёл 2 матча за «Грейс Атлетик», не подписывая контракт.
23 октября 2009 года подписал контракт с «Юнайтед оф Манчестер», за который провёл 29 матчей.
В феврале-марте 2011 года выступал за резервную команду «Форест Грин Роверс».

## Карьера в сборной
В январе 2007 года Людовик был включён в состав сборной Гваделупы для участия в Золотом кубке КОНКАКАФ 2007. На турнире Соммей провёл один матч, выйдя на замену в матче со сборной Гаити. В 2008 году провёл 8 матчей за сборную.

## Личная жизнь
Вильям Галлас, игрок английского клуба «Тоттенхэм Хотспур» и сборной Франции — двоюродный брат Людовика.

## Смерть
Кистен погиб в автокатастрофе 28 мая 2012 года в селении Булики на острове Гранд-Тер, Гваделупа